# Zentralverwahrer
Ein Zentralverwahrer (auch Wertpapiersammelbank oder Kassenverein, englisch: Central Securities Depository, CSD) ist eine Gesellschaft, die die Verwahrung und den Übertrag von Wertpapieren in Form effektiver Stücke oder von Bucheinträgen (dematerialisierte Wertpapiere) in Wertpapierdepots übernimmt und quasi als zentrale Depotbank für „normale“ Depotbanken agiert. Durch ihre Rolle ermöglichen sie auch den Handel mit ausländischen Wertpapieren, wo bei ihnen zu diesem Zweck ein Hinterlegungsschein deponiert wird.

## Aufgabe des Zentralverwahrers im Wertpapierhandel
Die Aufbewahrung von börsengehandelten Wertpapieren erfolgt in einem zentralen Wertpapierlager. Diese Funktion wird sinnvollerweise nicht von einzelnen Banken, sondern für den gesamten Finanzmarkt durch einen autorisierten Zentralverwahrer wahrgenommen, wobei auch nationale Interessen eine Rolle spielen können.
Der Zentralverwahrer ist in die unternehmensübergreifenden Wertpapierhandelsprozesse eingebunden. Der Prozess wird angestoßen durch einen Bankkunden, welcher der Bank den Auftrag erteilt, ein Wertpapier zu erwerben oder zu verkaufen. An der Börse kommt eine Wertpapiertransaktion zustande und wird elektronisch verbucht. Nach dem Clearing kommt im Rahmen des Settlements nun auch der Zentralverwahrer zum Zuge: Die Daten werden von der Börse online und in Echtzeit an den Zentralverwahrer übermittelt. Dieser belastet nun das Konto des Verkäufers mit den Gebühren und schreibt den Kauf dem Käufer gut. Umgekehrt fließt das Geld. Die am Geschäft beteiligten Banken erhalten nun eine elektronische Bestätigung. Das Wertpapier verbleibt im Zentrallager. Lediglich im Stammdatensatz wird als Eigentümer die allenfalls geänderte Depotbank (Normalfall) und bei Namensaktien zusätzlich der Wertpapierdepotinhaber eingetragen. Mit der zentralen Verwahrung hat der Eigentümer keinen Zugriff mehr zu seinen Wertpapieren. Er erhält lediglich einen Depotauszug von seinen eingelagerten Papieren.
Eine physische Auslieferung ist weiterhin möglich. Allerdings fallen dabei erhebliche Gebühren an und der Wertpapierinhaber muss in Folge die erheblichen Risiken eines physischen Wertpapierbesitzes wie Diebstahl, Brand etc. selber tragen. Auch eine erneute physische Einlieferung ist wiederum mit Kosten verbunden, welche in der Regel den Wert einzelner Wertpapiere weit übersteigt.

## Hintergründe
Für die deutschen und Luxemburger Wertpapiermärkte ist beispielsweise Clearstream, für die Schweiz SIX Group und für Österreich die Oesterreichische Kontrollbank (OeKB) als Zentralverwahrer tätig.
Wenn Kunden einer Depotbank sich Aktien untereinander verkaufen, so kann dieses Geschäft direkt von der Depotbank abgewickelt werden. Handeln jedoch Kunden verschiedener Depotbanken miteinander, so wird dieses Geschäft meist über einen Zentralverwahrer abgewickelt, mit dem beide Depotbanken verbunden sind. Dieses System hat den Vorteil, dass die Depotbanken nicht eine technische Verbindung zu jeder anderen Depotbank brauchen, sondern lediglich mit einem Zentralverwahrer verknüpft sein müssen, um Transaktionen zu Kunden anderer Depotbanken abwickeln zu können.

### Situation in Deutschland
Während der Zentralverwahrer früher staatlicher Natur war, wird diese Funktion heute von der Clearstream übernommen. Obwohl einige Depotbanken bereits über die Gründung eines entsprechend konkurrierenden Dienstes nachgedacht haben, wurde dies bisher nicht realisiert.

### Liste der weltweiten Zentralverwahrer (CSDs)
- Australien: Clearing House Electronic Sub-register System (CHESS) Austraclear (CSD für australische Staatspapiere)
- Belgien: EBE (CSD) (ehemals CIK), NBB-Securities Settlement System (SSS, CSD für belgische Staatspapiere), Euroclear Bank (ICSD)[1]
- Dänemark: VP Securities Services
- Deutschland: Clearstream Banking Frankfurt (CBF)
- Finnland: Euroclear Finland (EFI, ehemals APK)
- Frankreich: Euroclear France (EF, ehemals SICOVAM)
- Griechenland: Hellenic Exchanges (ehemals HCSD)[2] und Bank of Greece (BOGS, CSD für griechische Staatspapiere)
- Großbritannien: Euroclear UK & Ireland (EUI, ehemals CRESTCo Ltd)[3][4] (seit 2002 Tochterunternehmen der Euroclear)
- Hongkong: Central Clearing and Settlement System[3] und Central Moneymarkets Unit (CMU)
- Irland: Euroclear UK & Ireland (EUI, ehemals CRESTCo Ltd) und National Treasury Management Agency[3] (CSD für irische Staatspapiere)
- Island: Verðbréfaskráning Íslands (VBSI)
- Italien: Monte Titoli[4]
- Japan: Japan Securities Depository Center (JASDEC) und Japan Securities Settlement & Custody (JSSC)[3]
- Kanada: The Canadian Depository for Securities (CDS)[3]
- Kasachstan: Central Securities Depository (KACD)[3]
- Korea: Korea Securities Depository (KSD)[5]
- Luxemburg: Clearstream Banking Luxembourg (CBL), LuxCSD
- Mexiko: S.D. Indeval
- Neuseeland: NZCSD
- Niederlande: Euroclear Nederland (ENL, ehemals NECIGEF)[4]
- Norwegen: Verdipapirsentralen i Norge (VPS)
- Österreich: OeKB CSD GmbH (war bis 12. September 2015 eine Abteilung der OeKB AG)[2]
- Polen: Krajowy Depozyt Papierów Wartościowych (KDPW)[6]
- Portugal: Interbolsa[3] und SITEME[7]
- Russland: National Settlement Depository (NSD)
- Schweden: Euroclear Sweden (ESE, ehemals VPC)[4]
- Schweiz: SIX SIS (ehemals SIS SegaInterSettle AG)
- Singapur: The Central Depository (Pte) Limited (CDP)[3]
- Slowakei: Centrálny depozitár cenných papierov SR, a.s. (CDCP)[8]
- Spanien: Iberclear[2]
- Südafrika: STRATE
- Ungarn: KELER
- Vereinigte Staaten: Federal Reserve’s Fedwire Securities Service und The Depository Trust Company (DTC)[3]

## Europäische und Internationale Zentralverwahrer
Neben dem „normalen“ nationalen Zentralverwahrer unterscheidet man Zentralverwahrer, die im ganzen Europäischen Wirtschaftsraum tätig werden dürfen (siehe Zentralverwahrer (EU)) und internationale Zentralverwahrer. Ein Internationaler Zentralverwahrer oder auch International Central Securities Depository (ICSD), ist ein Zentralverwahrer, der Geschäfte im internationalen sowie in bestimmten lokalen Märkten, meist durch direkte oder indirekte (über lokale Banken) Vernetzung zu den nationalen Zentralverwahrern (CSD), abwickelt. Es gibt drei ICSDs: Euroclear Bank (Brüssel), Clearstream Banking (Luxemburg) und SIX SIS (Zürich).